# 竹内町
竹内町（たけのうちちょう）は、鳥取県境港市にある町。

## 歴史
足立備中守信則の子孫及びその一門により開拓される。
- 足立備中守信則（従五位下）本姓は藤原を称する
備中国英賀郡草間（現・岡山県新見市草間）川崎城城主。室は美作高田城主三浦元兼の娘。1521年（大永元年）信則は元兼の口入により雲州富田月山城主尼子経久の旗下に属す。
- 足立右馬之丞久信
信則の嫡子。雲州葛籠尾（現・松江市）の出張に移り数年籠城の功により経久の子尼子晴久より「久」の一字を賜う。1540年（天文9年）府野の合戦にて討ち死にする。室は石州山吹（現・島根県大田市）城主本田常光の妹。
- 足立弥太郎
父・久信の跡を継ぎ尼子晴久に仕え葛籠尾城主となる。1564年（永禄7年）尼子晴久、毛利勢との戦いに敗れ月山落城し君臣離散したため島根郡森山村（現・松江市）に隠住する。その間男子2名誕生する。善之丞、重二良である。1578年（天正6年）弥太郎播州上月城の戦にて討ち死にする。善之丞、重二良兄弟は森山村永田家にて養育せられた。
- 元祖善右衛門 竹内村庄屋　屋号は大西屋
幼名は善之丞。足立弥太郎の長男。1570年（元亀元年）誕生。成長すると武辺の志を離れ農耕に従事するため母方の叔父である北の面屋を頼り弓浜竹内里に移住し百姓となる。室は面屋より貰うが実子に恵まれず1660年（万治3年）死去。法名･宝厳宗珍居士。1597年3月19日の雲伯境目証文に｢竹内村庄屋善右衛門｣の名がみえる
- 二代重右衛門 竹内村庄屋
幼名は重二良。足立弥太郎次男。1578年（天正6年）誕生。1670年（寛文10年）死去。法名･清雲禅定門。室は上道村南の娘､了光自寂信女。三男あり。長男安左衛門は足立家三代を継ぐ、次男七兵衛は後に東家を創立。東家二代より分家し久助、後に松下家を創立する。
- 三代安左衛門 竹内村庄屋
1599年（慶長4年）誕生。1671年（寛文11年）死去。法名･梅林道体信士。室は佐斐神村岡氏の娘､泉渓妙宝信女。実子3名あり。庄兵衛根平家の祖となる。
- 四代与治右衛門 竹内村庄屋
1637年（寛永14年）誕生。1713年（正徳3年）死去。法名･洞雲臣外信士。室は佐斐神村岡氏の娘､永雲広昌信女。実子8名、養子4名あり。御駒役忠勤の功により宝永元年(1704年)境村御林より松木材を拝領する。
実子、安左衛門は足立家五代を継ぐ。同､惣右衛門は竹中家の元祖。同、七良兵衛は渋山家の元祖。同、八兵衛は小西家の元祖。同、平四郎は足穂家の元祖。同、幸八郎は新家の元祖。
- 五代安左衛門 竹内村庄屋
1657年（明暦3年）誕生。1755年（宝暦5年）死去。行年99。法名･洞屋光然信士。室は竹内村森坂家の娘､洞室栄山信女。
- 六代善右衛門 竹内村庄屋
1694年（元禄7年）誕生。1771年（明和8年）死去。法名･松山操栄居士。室は竹内村渋山家の娘､歓室妙善大姉。次男佐一右衛門、角家の元祖。
- 七代彦三郎
1726年（享保11年）誕生。1759年（宝暦9年）死去。　法名･洞外了然居士。室は森坂家与一右衛門の娘､。恒左衛門分家し、山本家の元祖となる。
- 八代善右衛門
宝暦3年誕生。寛政9年死去。法名･因宗良縁居士。室は渋山氏娘､戒屋亮善信女。市良兵衛分家す。
- 九代与兵衛
1778年（安永7年）誕生。1844年（弘化4年）死去。村内重良右衛門よりの養子である。法名･歓翁喜仙居士､室は宗山崇珍大姉。
- 十代善右衛門

## 資料

### 渋山家演舌書
- 奉願上覚
  - 私先祖善右衛門儀素大職冠鎌足公拾三代の後胤小野田三郎兼広之二男民部之丞遠兼拾三代備中国英賀郡草間川寄之城主足立備中守信則之嫡子雲州葛籠尾之城主足立右馬之丞久信､其子弥太郎之嫡子二御座候而同国太守尼子経久并二嫡男晴久之旗下ニ御座候､然処永禄九年尼子家落城､葛籠尾之居城ヲ離散仕同国森山村ニ隠住仕候､其後天正之頃尼子残党父弥太郎共悉戦死仕候ニ付而は､武辺之志をはなれ民間に下り､御当国浜之目儀は土地広く人家少き場所柄ニ御座候処､其後文禄之頃則当村江移転仕田畑開立専相働御百性二元付申上候､其頃当村近辺は境村傍示ニ而村号等無御座､人家も漸々拾軒計り御座候由申伝候､然処寛永元年子之御改御図帳表御高百四拾石余､人家も拾七八軒ニ相成候処､当時ニ而は分家筋之もの凡百七拾軒計り御座候而､一村開発同様之者二御座候､右善右衛門より四代目与次右衛門と申者､実子并二養子共都合拾弐人御座候内､三男七郎兵衛と申者元禄六酉年分宅仕､是則私家之元祖二御座候､是又専御百性出情仕候､(下略)

### 帯刀御免状
- ロ会見郡竹内村
  - 医師　渋山　玄寿

其方儀兼々医術心懸宜治療専致出精候ニ付先達而一代限苗字被成御免置候処､弥医道相励内外共治療盛ニ致出精候趣相聞ヘ候ニ付､格別ニ其身一代限帯刀被成御免
渋山氏系譜
- 渋山家(足立家四代与治右ェ門より分家)
  - 初代　七良兵衛　　　月海宗晧居士　　　1747年没
  - 二代　与次右衛門　　大円哲明居士　　　1774年没
  - 三代　弥一右衛門　　伝明玄燈居士　　　1784年没
  - 四代　七郎兵衛　　了心庵顕功恵徳居士　1818年没
  - 五代　弥一右衛門　大興院義観亮忠居士　1810年没
  - 六代　弥一右衛門　円融院大聖高徳居士　1866年没

1819年国産品売捌座を願い出て許可され1822年には60両を献金して晒弐疋を拝領。銀札小座役も務める。苗字御免。
  - 七代　弥八郎　　　泰岳院興山道隆居士　1889年没

- (灘)渋山家（渋山家三代弥一右衛門より分家）
  - 初代　長寿(医師)　　大円長寿居士　　　1807年没
  - 二代　長寿(医師)　　盛巌宗栄居士　　　1841年没
  - 三代　長寿(医師)　育仁院傑山俊英居士　1823年没
  - 四代　長寿(医師)　俊正院大済医徳居士　1861年没
  - 五代　玄寿(医師)　高照院大医徳　居士　1868年没

- 小渋家(渋山家四代七郎兵衛より分家)
  - 初代　七良左衛門　瑞松院紹嶽永隆居士　1862年没
  - 二代　清右衛門　　廓然大悟居士　　　　1866年没

- 荒河家(渋山家初代七良兵衛より分家)
  - 初代　安左衛門　　白岩宗雲信士　　　　1758年没
  - 二代　兵左衛門　　廓山恵月信士　　　　1804年没
  - 三代　林蔵　　　　大雄勇道信士　　　　1817年没

## 出身人物
- 富谷千太郎（政治家）
- 宮川大助（漫才師）
（本名は松下孝美）
- 小中正（学者）
  - 鳥取大学教授
- 渋山寿（医師）

## 世帯数と人口
2022年（令和4年）7月31日現在の世帯数と人口は以下の通りである。
| 町丁   | 世帯数  | 人口    |
| ------ | ------- | ------- |
| 竹内町 | 996世帯 | 2,113人 |

## 小・中学校の学区
市立小・中学校に通う場合、学区は以下の通りとなる。
| 番地 | 小学校             | 中学校             |
| ---- | ------------------ | ------------------ |
| 全域 | 境港市立余子小学校 | 境港市立第二中学校 |

## 交通

### 鉄道
- JR西日本境線余子駅

### 道路
国道
- 国道431号

都道府県道
- 鳥取県道246号渡余子停車場線
- 鳥取県道285号米子空港境港停車場線

## 施設
- 鳥取県立境港総合技術高等学校
- 境港市立第二中学校
- 境港市立余子小学校
- 境港市 学校給食センター
- 境港竹内郵便局
- 余子公民館